# Brachystegia laurentii
Brachystegia laurentii là một loài thực vật có hoa trong họ Đậu. Loài này được (De Wild.) Hoyle miêu tả khoa học đầu tiên.